# New-York-City-Marathon 1978
Der New-York-City-Marathon 1978 war die 9. Ausgabe der jährlich stattfindenden Laufveranstaltung in New York City, Vereinigte Staaten. Der Marathon fand am 22. Oktober 1978 statt.
Bei den Männern gewann Bill Rodgers in 2:12:11 h und bei den Frauen Grete Waitz in 2:32:29 h.

## Ergebnisse

### Männer
| Platz | Athlet              | Land                   | Zeit (h) |
| ----- | ------------------- | ---------------------- | -------- |
| 01    | Bill Rodgers        | Vereinigte Staaten     | 2:12:11  |
| 02    | Ian Thompson        | Vereinigtes Königreich | 2:14:12  |
| 03    | Trevor Wright       | Vereinigtes Königreich | 2:14:35  |
| 04    | Marco Marchei       | Italien                | 2:16:54  |
| 05    | Thomas Antczak      | Vereinigte Staaten     | 2:17:11  |
| 06    | Jack Foster         | Neuseeland             | 2:17:28  |
| 07    | Christopher Stewart | Vereinigtes Königreich | 2:17:47  |
| 08    | William Haviland    | Vereinigte Staaten     | 2:18:39  |
| 09    | Franco Ambrosioni   | Italien                | 2:19:08  |
| 10    | William Sieben      | Vereinigte Staaten     | 2:19:11  |

### Frauen
| Platz | Athletin             | Land                   | Zeit (h) |
| ----- | -------------------- | ---------------------- | -------- |
| 01    | Grete Waitz          | Norwegen               | 2:32:29  |
| 02    | Marty Cooksey        | Vereinigte Staaten     | 2:41:49  |
| 03    | Sue Petersen         | Vereinigte Staaten     | 2:44:43  |
| 04    | Doreen Ennis         | Vereinigte Staaten     | 2:46:38  |
| 05    | Eleonora de Mendonca | Brasilien              | 2:48:45  |
| 06    | Margaret Lockley     | Vereinigtes Königreich | 2:50:58  |
| 07    | Nancy Schafer        | Vereinigte Staaten     | 2:52:20  |
| 08    | Carol Young          | Vereinigte Staaten     | 2:52:28  |
| 09    | Glynis Penny         | Vereinigtes Königreich | 2:53:35  |
| 10    | Deborah Butterfield  | Vereinigte Staaten     | 2:53:42  |